# Markt (NDR)
Markt ist ein Wirtschafts- und Verbrauchermagazin des Norddeutschen Rundfunks mit den Schwerpunkten Wirtschaft, Gesundheit und Soziales. Bestandteile der Sendung sind beispielsweise Produkttests. Die Rubrik Markt mischt sich ein hilft Zuschauern bei Problemen mit verschiedenen Unternehmen.
Derzeitiger Sendeplatz ist montags von 20.15 bis 21.00 Uhr im NDR Fernsehen, moderiert wird die Sendung von Jo Hiller, der im Januar 2011 die Nachfolge von Steffen Hallaschka antrat. Darüber hinaus wird die Sendung im Nachtprogramm auf tagesschau24 wiederholt.
Die Sendung ging erstmals am 2. Januar 1989 auf N3 unter dem Namen Markt am Montag auf Sendung. Später hieß sie Markt im Dritten, was inzwischen auf Markt verkürzt wurde. Am 4. Juli 2011 wurde die 1000. Sendung ausgestrahlt. Jährlich entstehen rund 40 neue Ausgaben.

## Weitere öffentlich-rechtliche Wirtschafts- und Verbrauchermagazine
- Markt (WDR)
- WISO (ZDF)
- Marktcheck (SWR Fernsehen)[2]
- MEX. das marktmagazin  (hr-Fernsehen)[3]
- Super.Markt (rbb Fernsehen)
- Umschau (MDR-Fernsehen)[4]